# Donja Sipulja
Donja Sipulja (srp. Доња Сипуља) je naselje na zapadu središnje Srbije. Administrativno pripada općini Loznica u Mačvanskome okrugu.

## Stanovništvo
Prema popisu iz 2002. godine, u Donjoj Sipulji živi 244 stanovnika od kojih je 208 punoljetno. Prema popisu iz 1991., u Donjoj Sipulji je živjelo 320 stanovnika. Prosječna starost stanovništa iznosi 49,7 godina (47,4 kod muškaraca i 52,3 kod žena). U naselju ima 97 domaćinstava, a prosječan broj članova domaćinstva je 2,52.
Prema popisu iz 2002. godine, Donju Sipulju gotovo u potpunosti naseljavaju Srbi.
| broj stanovnika | 932   | 916   | 799   | 623   | 444   | 320   | 244   |
|                 | 1948. | 1953. | 1961. | 1971. | 1981. | 1991. | 2002. |